# نیش کش
نیش کش، روستایی از توابع بخش مرکزی شهرستان اسفراین در استان خراسان شمالی ایران است و در نزدیکی روستای ادکان قرار دارد.

## جمعیت
این روستا در دهستان زرق آباد قرار دارد و بر اساس سرشماری مرکز آمار ایران در سال ۱۳۸۵، جمعیت آن ۱۳۵ نفر (۳۵خانوار) بوده‌ است.